# Младен Галић
Младен Галић (Босански Нови, 9. октобра 1987) босанскохерцеговачки је фудбалер.

## Трофеји и награде
ТСЦ Бачка Топола
- Прва лига Србије: 2018/19.[5]